# Tauchiridea adusta
Tauchiridea adusta är en insektsart som beskrevs av Bolívar, I. 1918. Tauchiridea adusta ingår i släktet Tauchiridea och familjen gräshoppor.

## Underarter
Arten delas in i följande underarter:
- T. a. laeta
- T. a. brunnea
- T. a. adusta